# Petr Kuchař
Petr Kuchař (* 31. prosince 1971 ve Vrchlabí) je český motokrosový závodník, několikanásobný mistr ČR v superkrosu. Bydlí v Hustopečích u Brna.
Jako jeden z prvních supekrosových závodníků v ČR začal dělat triky a obraty s motorkou ve vzduchu při různých exhibicích. V roce 2011 se mu podařilo vyléčit z nádorového onemocnění krku.